# アクロシン
アクロシン (英: acrosin) とはプロテアーゼとして機能する消化酵素の1種。
アクロシンは先体反応の結果として、精子の先体から放出される。